# Palazzo Bardi-Guicciardini

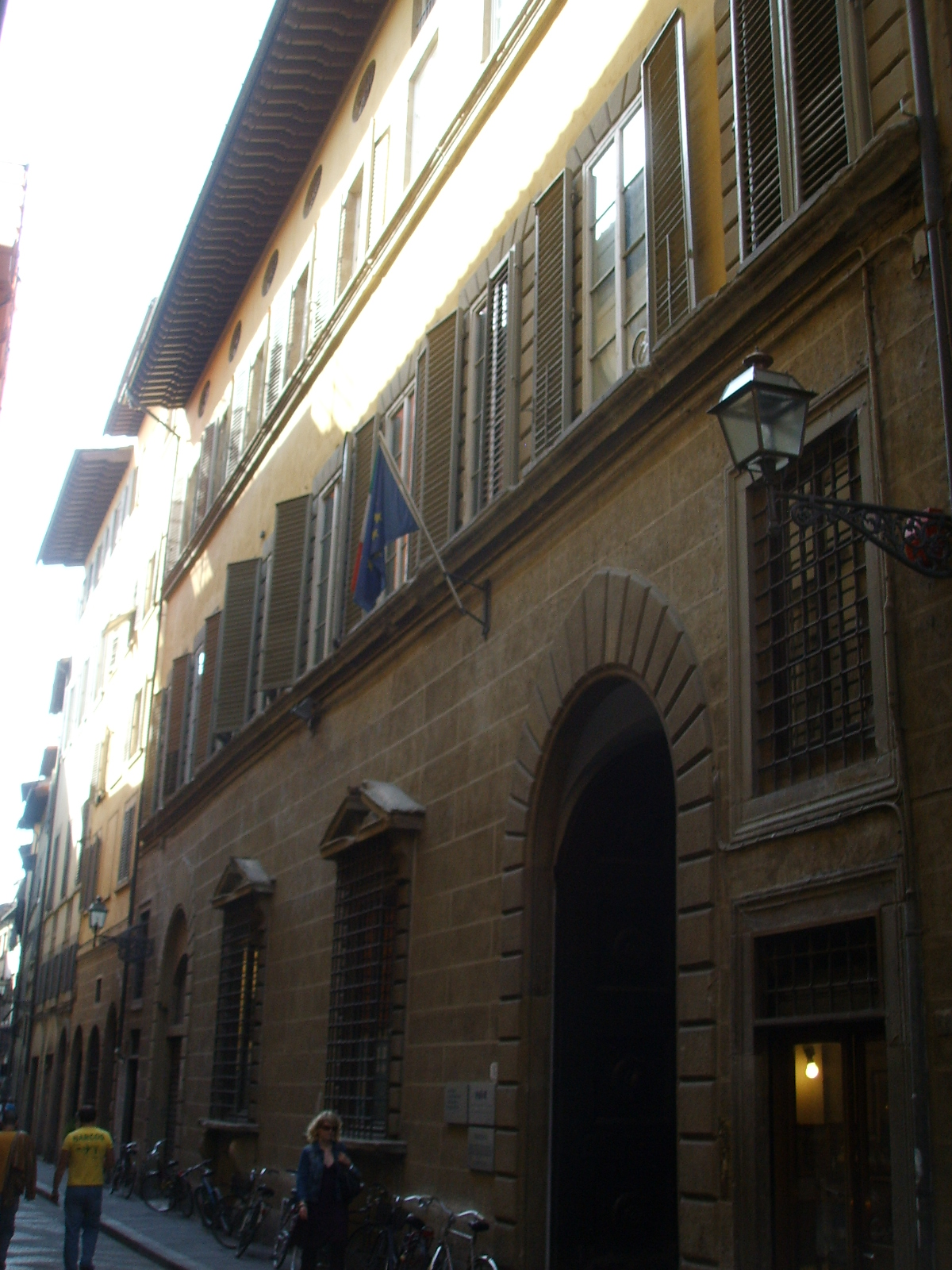
Fachada do Palazzo Bardi-Guicciardini na Via Santo Spirito.

O Palazzo Bardi-Guicciardini é um palácio de Florença com a entrada antiga pelo nº 14 da Via Santo Spirito e a moderna pelo Lungarno Guicciardini.

## História e arquitetura

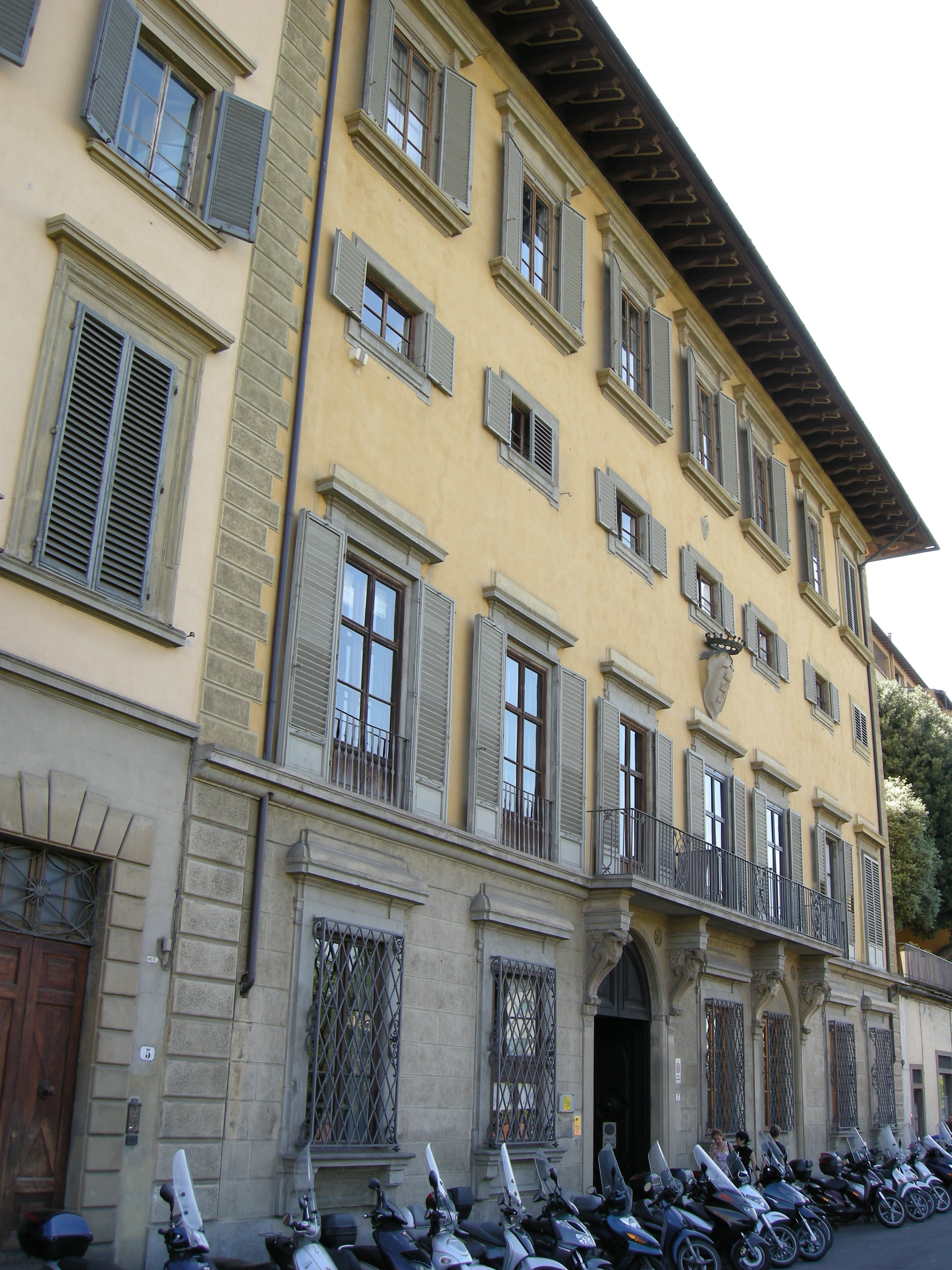
Fachada do Palazzo Bardi-Guicciardini no Lungarno Guicciardini.

Originalmente, algumas casas existentes neste sítio pertenciam à família Capponi, tendo sido confiscadas pelos Médici depois da Congiura dei Pucci, uma conspiração, ocorrida em 1559, que teve Roberto Capponi entre os seus responsáveis. A propriedade foi assim dada a um fiel à causa dos Médici, Pandolfo Bardi, dos Bardi di Vernio, que com a ocasião transformou o complexo num grande palácio. A família Bardi manteve o Palazzo Bardi até à sua extinção, ocorrida em 1810, quando faleceu o último conde, Pier Maria, e os bens passaram por via hereditária para a família Guicciardini. 
Naquele período, Ferdinando Guicciardini mandou ampliar a fachada no lungarno duplicando o comprimento de três para seis janelas por piso. Poucas décadas depois, o seu filho Carlo encarregou Giuseppe Poggi de reestruturar completamente o palácio a partir de 1840. A entrada principal foi, assim, movida para o lungarno e a fachada alargada, com a adição dum segundo portão simétrico ao original; o balcão já existente foi alongado e criou-se um átrio suficientemente amplo para o trânsito de carruagens. 
Também os ambientes internos foram completamente redesenhados, privilegiando o lado ao longo do rio, até então descurado: escudarias, cocheiras, cozinhas e escritório foram movidos para o lado da Via Santo Spirito, enquanto a nova escadaria levava ao primeiro andar panorâmico onde foi instalado um apartamento de representação, com salões e saletas. A loggia no jardim remonta a este período e foi necessária para ampliar a superfície edificável sem sacrificar o espaço verde no piso térreo.
O pequeno, mas interessante, jardim, já existente na época dos Capponi e embelezado pelos Bardi di Vernio, ainda se apresenta atualmente segundo o desenho desejado pelos Poggi, com uma colina de sabor romântico que se levanta até ao primeiro andar e cobre uma gruta artificial. Um pequeno caminho serpenteia nesse desnível, flanqueado por dois canteiros cintados por baixas sebes geométricas, até ao terraço sobre o Arno, que oferece uma notável vista dos lungarni, da Ponte alla Carraia e da Ponte Santa Trinita. No ponto mais alto encontra-se um pequeno ninfeu ao abrigo da parede, com pedras esponjosas e conchas incrustadas em estilo setecentista.
NO tempo do Conde Pier Maria dei Bardi di Vernio o jardim era notado pelas raridades botânicas que ali eram cultivadas, como o Jasmim de Goa, também chamado del Granduca, a Fuchsia coccinea, a Camellia japonica, a primeira magnolia grandiflora (plantada em 1787, vinda de Londres), a rosa negra (importada da França e florida por volta de 1800) ou o Gingko biloba de 1784 (também chamado de albero dei quaranta scudi  - "árvore quarenta escudos - pelo seu altíssimo preço).

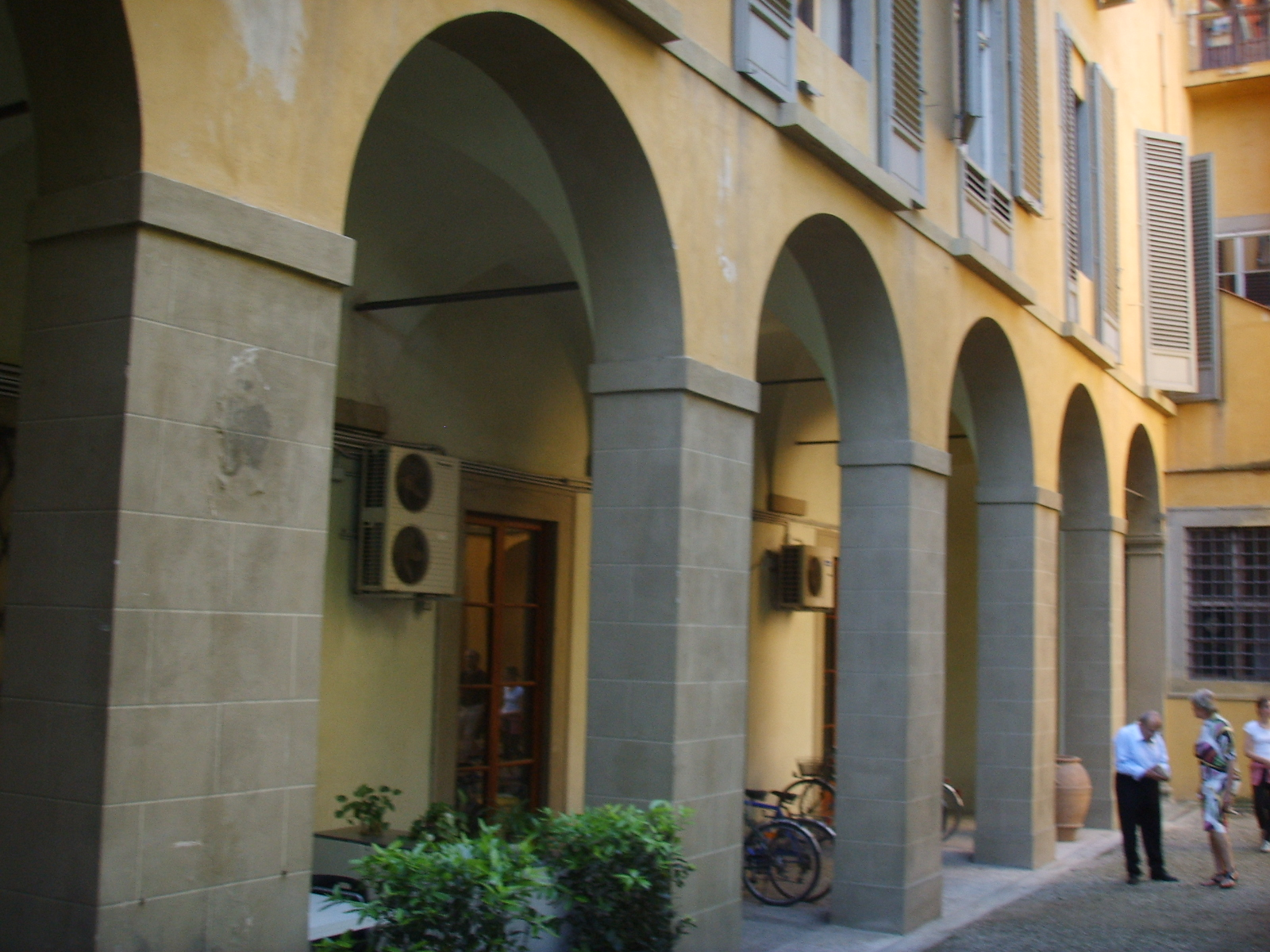
A loggia no jardim
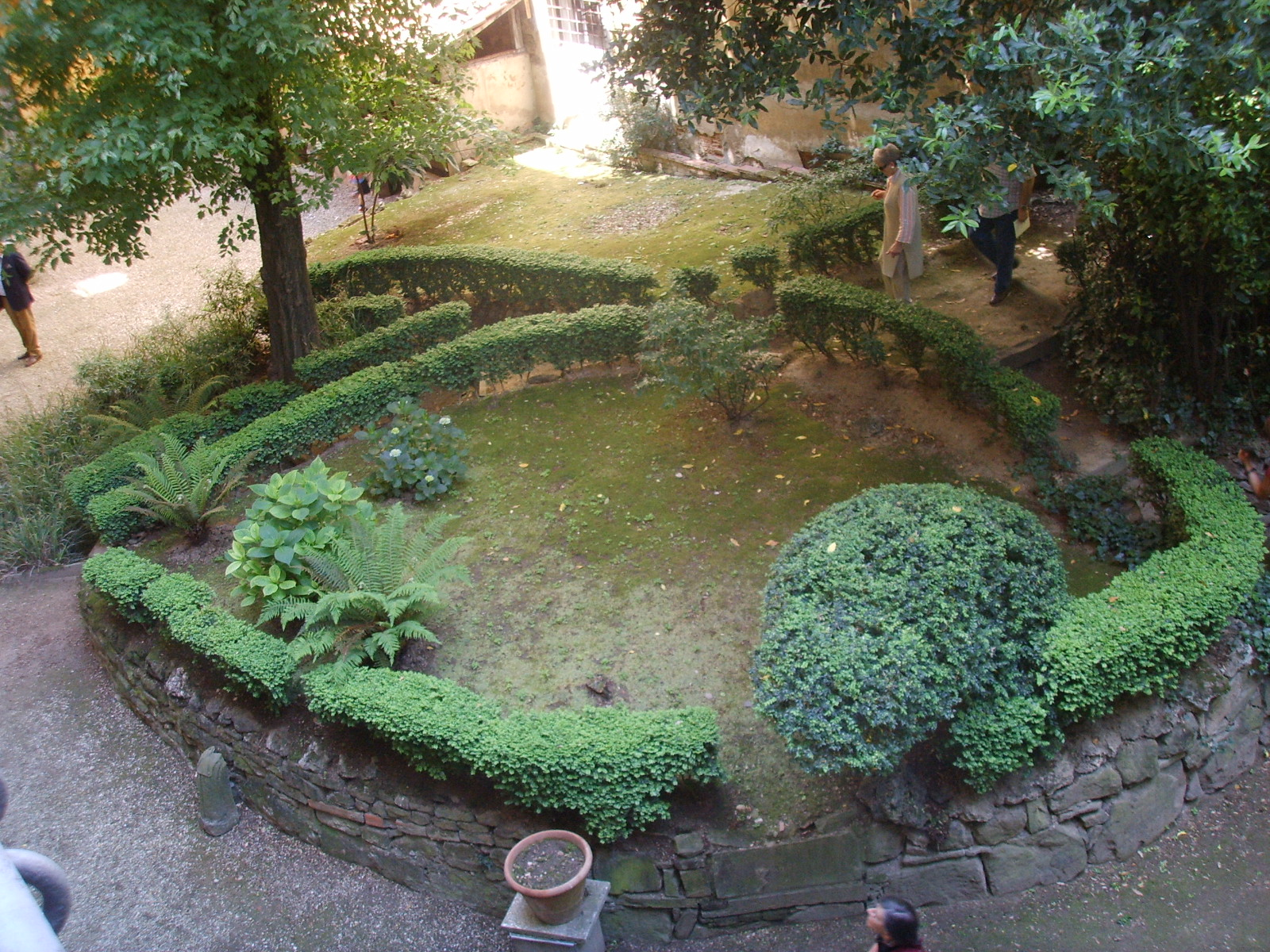
O jardim
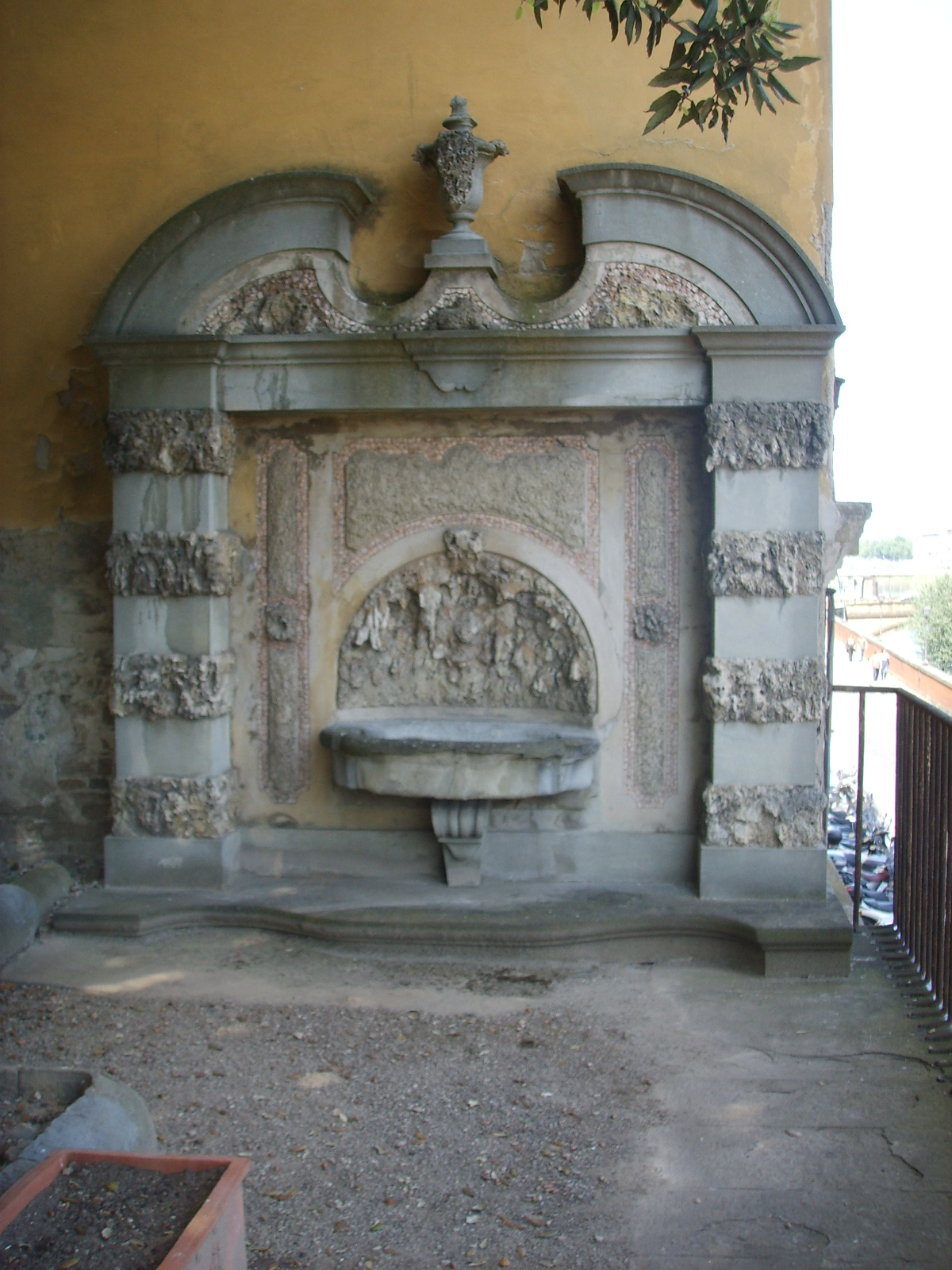
O ninfeu
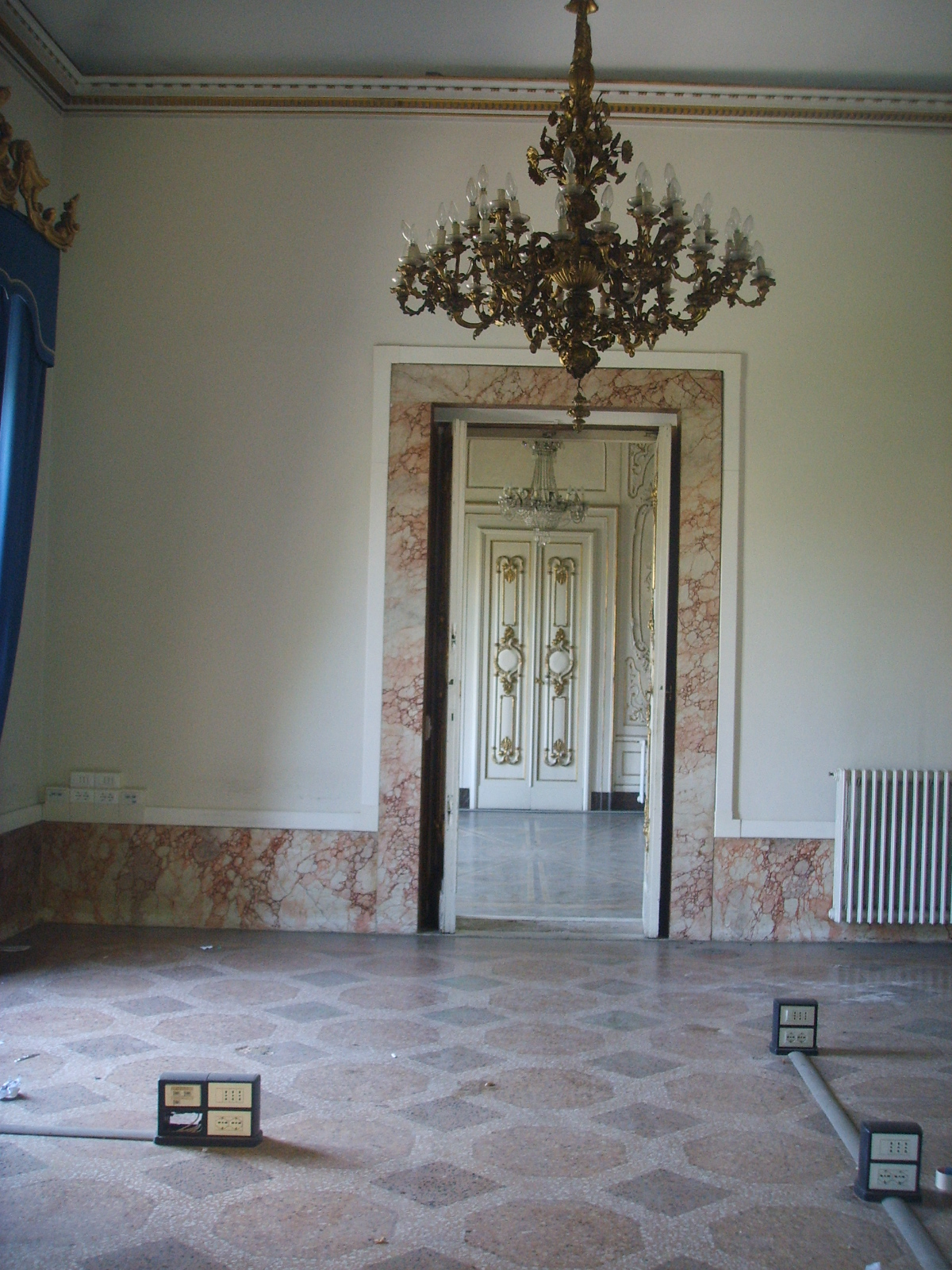
Uma sala